# Actes et paroles
Actes et paroles est un ensemble de recueils de discours et interventions politiques prononcés par Victor Hugo pendant sa carrière de parlementaire et d'écrivain engagé, publiés en quatre volumes de 1875 à 1885.

## Publication
Après son retour d'exil, Victor Hugo publie les principaux textes et discours politiques de sa carrière. 
Ces textes ont été initialement publiés en quatre volumes :
- Volume I : Avant l'exil 1841-1851, publié en 1875.
- Volume II : Pendant l'exil 1852-1870, publié en 1875.
- Volume III : Depuis l'exil 1870-1876, publié en 1876.
- Volume IV : Depuis l'exil 1876-1885, publié en 1885.

## Contenu
Les recueils d'Actes et paroles rassemblent les principaux textes politiques de Victor Hugo : discours, annonces, déclarations, lettres ouvertes, articles, communiqués, interventions diverses, prononcés ou publiés au cours de sa vie.